# Dżadu
Dżadu (arab. جادو Jādū, wł. Giado lub Gado) – miasto w północno-zachodniej części Libii, w gminie Jafran wa-Dżadu, w Górach Nafusa.
W czasie II wojny światowej, w latach 1942–1943, w Dżadu istniał obóz koncentracyjny. Do tego obozu wysłano z regionu północno-wschodniej Libii (Cyrenajki) około 2600 Żydów. Z tej liczby 562 osoby zmarły z powodu chorób i niedożywienia.